# Кахтла
Ка́хтла (эст. Kahtla) — деревня в волости Сааремаа уезда Сааремаа, Эстония.
До административной реформы местных самоуправлений Эстонии 2017 года входила в состав волости Лаймъяла (упразднена).

## География и описание
Расположена в восточной части острова Сааремаа, в 33 км северо-востоку от волостного и уездного центра — города Курессааре. Высота над уровнем моря — 13 метров.  
К юго-востоку от деревни простирается обширная территория, которая ещё в XVIII была островом.
На территории деревни расположена часть природоохранной зоны Тыния. 
Климат умеренный. Официальный язык — эстонский. Почтовый индекс — 94420.

## Население
По переписи населения 2021 года, в Кахтла насчитывалось 37 жителей, из них 36 (97,3 %) — эстонцы.
По данным переписи населения 2011 года в деревне проживали 35 человек, из них 34 (97,1 %) — эстонцы.
Численность населения деревни Кахтла по данным переписей населения:
| Год  | 1959 | 1970 | 1979 | 1989 | 2000 | 2011 | 2021 |
| ---- | ---- | ---- | ---- | ---- | ---- | ---- | ---- |
| Чел. | 26   | ↘ 15 | ↗ 53 | → 53 | ↘ 33 | ↗ 35 | ↗ 37 |

## История
В источниках 1569–1571 годов упоминается Kachtyalke (вак), 1645 года — Kachkill, Kachtial, 1782 года — Kachtla.
В 1750–1756 годах здесь была основана мыза Кахтла (нем. Kahtla, Kjahtla, эст. Kahtla mõis), к западу от которой находилась одноимённая деревня. В 1920-х годах, после земельной реформы, земли мызы были поделены и на них возникло поселение (с 1939 года оно называлось Паэкюла (эст. Paeküla), с 1970 года — Паэ (эст. Pae)), которое в 1977 году объединили с деревней Кахтла. С Кахтла в 1977 году также была объединена деревня Мяэкюла (эст. Mäeküla, более ранее название — церковная деревня Кахтла (эст. Kahtla kirikuküla), историческое название — Тюрги (эст. Türgi)), которая до этого сформировалась в окрестностях Лаймъялаской православной церкви Василия Великого. Церковь была построена в 1873 году. 
В деревне находится кладбище Кахтла, которое было основано в XIX веке и внесено в Государственный регистр памятников культуры Эстонии как .

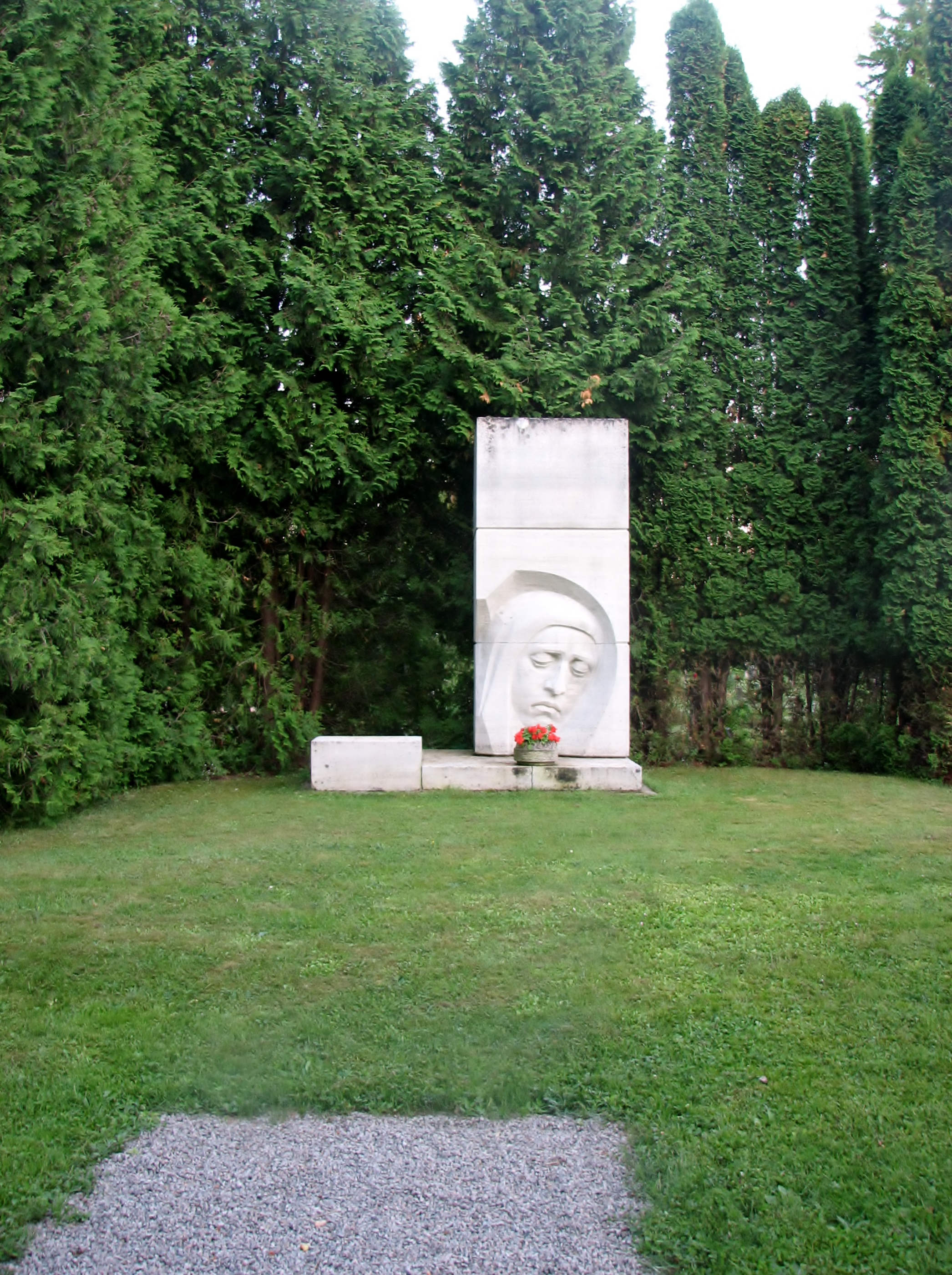
Братская могила советских воинов, павших во II мировой войне, в Кахтла, 2013 год

В 1974 году на расположенной на кладбище Кахтла братской могиле советских воинов, павших во Второй мировой войне (исторический памятник с 1997 до 2023 года), взамен старого памятника был установлен новый с надписью на эстонском и русском языках «1941—1945. Вечная память павшим». Материал памятника — доломит. В углублении внизу состоящей из трёх блоков колонны — горельефное изображение скорбящей женщины. Автор — эстонский скульптор Айме Юрьё. Текст выгравирован на лежащем слева от колонны блоке. Согласно советским данным, здесь похоронены 23 воина, павшие в  оборонительном и наступательном сражениях с немецко-фашистскими войсками на Моонзундском архипелаге в 1941—1944 годах. В протоколе от 30 ноября 2022 года, составленном рабочей группой по советским памятникам при Госканцелярии Эстонии, этот памятник не упоминается, т. е. решение о его признании «красным монументом» (подлежащим демонтажу или замене) или «нейтральным» (который разрешено сохранить в общественном пространстве), эстонские власти не приняли. Cудьбу памятника будет решать волостная управа (см. Список советских военных памятников Эстонии).
Летом в деревне работает тематический парк «Асваская деревня викингов» (Asva Viikingiküla).

## Комментарии
1. ↑  Эстонские топонимы, оканчивающиеся на -а, не склоняются и не имеют женского рода (исключение — Нарва)[8].